# مزار پیر قوژد
مزار پیر قوژد مربوط به پیش از سدهٔ ۱۱ قمری است و در شهرستان کاشمر، بخش مرکزی، روستای قوژد واقع شده است. این بنا مقبره‌ای دایره شکل از جنس آجر است که در جوار قبرستان قدیمی روستا واقع شده است. این مکان مورد احترام اهالی روستا بوده و مردم بر سر مزار فاتحه خوانده و شمع روشن می‌کنند. در جوار این مزار دو تن از علمای روستای قوژد دفن شده‌اند. محمد صالح ترشیزی وفات ۱۱۶۰ هجری و محمد جعفر ترشیزی وفات ۱۲۴۴ هجری دو تن از علمای برجسته بوده‌اند که در روستای قوژد به دنیا آمده‌اند و در جوار مزار پیر روستای قوژد به خاک سپرده شده‌اند. محمد جعفر ترشیزی از شاگردان شیخ جعفر کاشف‌الغطا (از شاگردان علامه بحرالعلوم) بوده است. شیخ جعفر نجفی کاشف‌الغطاء زمانی که به دیار ترشیز سفر کرد در منزل محمد جعفر ترشیزی در قریه قوژد رحل اقامت انداخت.